# Souternon
Souternon ist eine französische Gemeinde  mit 275 Einwohnern (Stand: 1. Januar 2022) im Département Loire in der Region Auvergne-Rhône-Alpes (vor 2016 Rhône-Alpes). Souternon gehört zum Arrondissement Roanne und zum Kanton Boën-sur-Lignon. 

## Geographie
Souternon liegt 71 Kilometer westnordwestlich von Lyon. Umgeben wird Souternon von den Nachbargemeinden 
- Saint-Polgues im Norden,
- Vézelin-sur-Loire mit Dancé im Nordosten und Amions im Osten,
- Saint-Germain-Laval im Süden und Südosten,
- Saint-Julien-d’Oddes im Süden,
- Grézolles im Südwesten,
- Luré im Westen,
- Cremeaux im Nordwesten.

## Bevölkerungsentwicklung
| Jahr                       | 1962 | 1968 | 1975 | 1982 | 1990 | 1999 | 2006 | 2017 |
| Einwohner                  | 501  | 444  | 419  | 363  | 378  | 310  | 324  | 288  |
| Quellen: Cassini und INSEE |      |      |      |      |      |      |      |      |

## Sehenswürdigkeiten
- Kirche Saint-Jean-Baptiste